# Silent Line: Armored Core
Silent Line: Armored Core es un videojuego del género mecha de la serie Armored Core.

## Argumento
Siguiente a la destrucción de la sociedad subterránea "Layered", lentamente, la humanidad ha iniciado el proceso de volver a la superficie y repoblar la cara del mundo. Todo está bien con la humanidad, o entonces las corporaciones le conducirían a creer, pero las cosas alzan la vista. Equipos de reconocimiento se envían en todo el mundo a la búsqueda de la tierra y determinar qué ha cambiado, y todo parece ser alcanzable, a excepción de una zona que escapa continuamente de exploración. Todos los intentos de investigar esta región se reunió con pérdida total de contacto de las unidades de exploración. Todo lo que los intentos de cruzar la línea van en silencio, por lo que este se convierte en la demarcación conocida como la 'Línea del Silencio'. 	
¿Qué hay detrás de la Línea de Silencio? ¿Por qué todo lo que se cruza van a faltar? Como Raven Mundial de Cortex, que son enviados a la línea silenciosa para descubrir exactamente lo que está detrás de él. Estar en guardia, Raven. Algo siniestro se podría esperar en mentir...

## Fondo
- Global Cortex - Una única organización, Global Cortex es el intermediario entre los clientes corporativos y los mercenarios de alquiler. Estos mercenarios, más comúnmente conocida como Los cuervos, son los pilotos que operan las unidades mecanizadas masivo conocido como Blindados Cores. Aunque Cortex Mundial trabaja en estrecha colaboración con todas las empresas, mantiene un nivel de estricta neutralidad y no del lado de ninguno de ellos.

## Jugabilidad
Silent Line continua el argumento y desarrollo de Armored Core 3, también presentó varias novedades. Cuando el jugador del AC tiene daños en las misiones, esto sucede también con el armamento del AC, y si algunas partes mucho daño que será inservible para el resto de la misión, se restablecerán después. Las armas "Clon" son también introducidas, estas son copias de las armas con los colores alterados y estadísticas como disminuir el peso o el aumento de municiones. Ambos conceptos no parecen ir más bien con los jugadores y fueron eliminados en el próximo juego de AC, Armored Core: Nexus.

## Serie de videojuegos
| Nombre                          | Año  |  |
| ------------------------------- | ---- |  |
| Amored Core                     | 1997 |  |
| Armored Core: Project Phantasma | 1997 |  |
| Armored Core: Master of Arena   | 1999 |  |
| Armored Core 2                  | 2000 |  |
| Armored Core 2: Another Age     | 2001 |  |
| Armored Core 3                  | 2002 |  |
| Silent Line: Armored Core       | 2003 |  |
| Armored Core: Nexus             | 2004 |  |
| Armored Core: Nine Breaker      | 2004 |  |
| Armored Core: Formula Front     | 2004 |  |
| Armored Core: Last Raven        | 2005 |  |
| Armored Core 4                  | 2006 |  |
| Armored Core: for Answer        | 2008 |  |

- Datos: Q2452376